# Sönke Hundt
Sönke Hundt (* 26. Februar 1938 in Berlin) ist ein deutscher Wirtschaftswissenschaftler. Seine Lehrgebiete als Hochschullehrer waren Allgemeine Betriebswirtschaftslehre, Marketing und Organisationstheorie.

## Leben
Hundt wuchs in Büsum an der Nordseeküste auf. Nach seiner Lehre zum Industriekaufmann in Hamburg von 1959 bis 1961 absolvierte er bis 1967 ein Studium der Betriebswirtschaftslehre an der Freien Universität Berlin (FUB) und an der Faculté de Droit et des Sciences économiques in Paris erhielt er nach erfolgreich bestandener Prüfung den Titel Diplom-Kaufmann. Anschließend war er bis 1974 wissenschaftlicher Assistent am Lehrstuhl für Unternehmenspolitik an der FUB.
Von 1974 bis 1976 war er Wissenschaftlicher Mitarbeiter im Forschungsprojekt Multinationale Unternehmen.
1976 wurde Sönke Hundt zum Dr. rer. pol. promoviert. Danach erfolgte seine Berufung zum Professor für Betriebswirtschaftslehre an die Hochschule für Wirtschaft in Bremen. Von 2000 bis 2002 war er Studiendekan am Fachbereich Wirtschaft der Universität Bremen.
Hundt wohnt in der Bremer Neustadt, arbeitet auch als Emeritus weiterhin journalistisch, engagiert sich im Bremer Friedensforum, moderiert die Website des Arbeitskreises Nahost und nimmt an Friedensmahnwachen vor dem Dom teil.
In linken Medien wie der Tageszeitung junge Welt oder Labournet Germany nimmt er Stellung zu tagespolitischen Fragen.

## Schriften (Auswahl)
- Ökologie und Sozialökonomie: Beiträge zur Energie- und Umweltpolitik. Schriftenreihe der Hochschule für Wirtschaft Bremen Bd. 10, Hochschule für Wirtschaft: Bremen 1978
- Zur Theoriegeschichte der Betriebswirtschaftslehre. Köln 1979
- Beiträge zur Kritik der Betriebswirtschaftslehre. Bremen 1981
- Ludwig Roselius. Bremen 1994[4]